# غنت-وفلجم 2012
غنت-وفلجم 2012 هو سباق دراجات هوائية أقيم بتاريخ 25 مارس، تكون السباق من 1 مراحل وامتدّ لمسافة 234.6 كم بسرعة 42.304 كم/س، استغرق السباق 5 ساعة 32 دقيقة 44 ثانية. فاز به البلجيكي توم بونن وحلّ ثانيا بيتر ساجان.

## الترتيب
| م                     | الدرّاج     | البلد    | الزمن                    |
| --------------------- | ---------- | -------- | ------------------------ |
| الفائز بالترتيب العام | توم بونن   | بلجيكا   | 5 ساعة 32 دقيقة 44 ثانية |
| الثاني                | بيتر ساجان | سلوفاكيا |                          |